# Fay Davis
Fay Davis (15 de diciembre de 1872-1 de marzo de 1945) fue una actriz teatral de nacionalidad estadounidense.

## Biografía
Nacida en Boston, Massachusetts, estudió en la Winthrop School de Boston y en una escuela de oratoria, además de recibir formación del monologuista Leland T. Powers. Davis se hizo popular en Boston y en otros lugares de Nueva Inglaterra como recitadora. Además, en sus inicios actuó como aficionada en su tierra natal. 
Davis llegó a Inglaterra en 1895 para formar parte de la compañía teatral de Sir Charles Wyndham, consiguiendo rápidamente el éxito con el papel de Zoe Nuggetson en A Squire of Dames. En 1896 empezó a actuar en el Teatro St. James, permaneciendo en el mismo cinco años. En esa época empezó a actuar en producciones de las obras de William Shakespeare. 
En 1902 Davis volvió a Estados Unidos y debutó en el Teatro Empire bajo la dirección de Charles Frohman, actuando con el papel de Wihlemina en Imprudence. En 1906 estaba de nuevo en Inglaterra, y en la primera década del siglo trabajó en diversas obras representadas en provincias y en Londres, a saber Rupert of Hentzau, A Debt of Honor, The Wisdom of the Wise, Iris, y Caesar's Wife. En Londres hizo primeros papeles en Enrique V, Romeo y Julieta, El mercader de Venecia, y Noche de reyes, y en 1910 actuó en Trelawny of the Wells.
Durante el transcuro de la Primera Guerra Mundial Davis formó parte del reparto de Searchlights y Daddy Long-Legs, así mismo representadas en Londres. Sus últimos espectáculos londinenses fueron The Heart of a Child (1921), The Second Mrs. Tanqueray (1922), Secret Service (1926), Hamlet (1930), y The Shadow Princess y On The Rocks (1933). La última actuación teatral de Davis tuvo lugar en el Teatro Winter Garden de Londres en 1933. 
Con respecto a su trabajo cinematográfico, destaca su actuación con el nombre artístico de Mrs. Gerald Lawrence en el film Enoch Arden (1914), protagonizado por su marido, Gerald Lawrence.
Fay Davis falleció en Exmouth, Inglaterra, en 1945.